# كريستيان لوينداما
كريستيان لوينداما (مواليد 8 يناير 1994) هو لاعب كرة قدم كونغولي يلعب كمدافع في نادي غلطة سراي.